# Кішка (сузір'я)

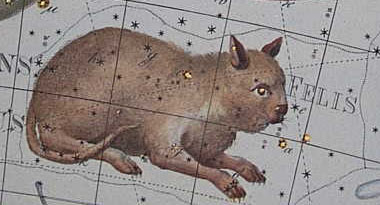
Сузір'я Кішка в «Уранографії» Боде

Кішка (лат. Felis) — колишнє, нині відмінене сузір'я, вперше запропоноване французьким астрономом Жеромом Лаландом у 1799 році. Він обрав цю назву, зокрема, тому, що, як любитель котів, шкодував, що серед сузір'їв досі немає кота (хоча є два леви та рись). Воно знаходилося між сузір'ями Насос та Гідра.
Це сузір'я вперше було зображено в «Уранографії» (1801) Йоганна Елерта Боде. Зараз це сузір'я вже не використовують.
Для найяскравішої зорі цього колишнього сузір'я, HD 85951, 1 червня 2018 року Міжнародний астрономічний союз затвердив назву Феліс (лат. Felis — кішка).